# 殺菌剤 (農薬その他)
農薬における殺菌剤（さっきんざい）とは、植物に対する病原性を有する微生物を殺す、または増殖を抑止するための薬剤をいう。
植物病原菌には細菌よりも真菌（カビ類）が多いので、英語ではFungicide（殺真菌剤、防かび剤）と総称することが多い。

## 歴史
農薬としての殺菌剤の歴史は、19世紀後半に始まる。フランスのボルドー地方でボルドー液（硫酸銅、生石灰を水と混合して作る）が、ブドウのべと病などに効くことが偶然発見された（もとはブドウの盗難防止用だったという）。同じころ石灰硫黄合剤も多くの病害に効くことがわかった。これらは現在でも使われている。
日本では古来特に重大な病害として、イネのいもち病があり恐れられていたが、1950年には高知県の農業試験場において、酢酸フェニル水銀を消石灰で希釈したものが、いもち病に対して著効なことが発見された。別の農業試験場においても試験された結果、1953年には農薬として上市され第二次大戦後のコメの大増産に大きく貢献した。
また馬鹿苗病対策には、種籾の殺菌が有効であるため、ホルマリンで消毒する方法などが試みられたが、酢酸フェニル水銀や塩化メトキシエチル水銀が効果的だと分かり使用された。
こうして殺菌剤としての有機水銀剤の使用は広まっていったが、1960年代に水俣病の原因が有機水銀（アルキル水銀であるメチル水銀が原因物質であり水銀系農薬とは別種）であることが明らかになったため、金属水銀および水銀含有農薬の危険性が指摘され、使用禁止となった。その後いもち病には、それに代わりブラストサイジンやカスガマイシンなどの抗生物質が発見・開発され用いられるようになった。
また1950年代には、ジチオカーバメート系、1960年代にはアゾール系やベンズイミダゾール系など、多くの病害に有効な薬剤が開発された。最近でもQoI剤など、新しいものが開発されている。

## 種類
例として以下のようなものがある。
- エネルギー代謝阻害剤 - 解糖を阻害してエネルギーの供給を阻害する。ボルドー液、石灰硫黄合剤など。
- ジチオカーバメート系 - ジラム、チウラムなど。
- 微小管阻害剤 - ベンズイミダゾール系など。
- 呼吸阻害剤 - ミトコンドリアの電子伝達系（呼吸鎖複合体のIやIII(ストロビルリン系などのQoI剤))を阻害したり、あるいはプロトン濃度勾配を失わせて呼吸を阻害するもの。
- エルゴステロール生合成阻害剤 - アゾール系（シトクロムP450阻害剤）など。
- 抗生物質 - カスガマイシン、ポリオキシンなど。
- 生物農薬 - Bacillus subtilis芽胞、非病原性Erwinia carotovoraなど。

なお、収穫後の果実等に用いる（いわゆる「ポストハーベスト農薬」）防かび剤もあるが、これらは日本では農薬でなく食品添加物として扱われる。

## 工業用
設備・機器の殺菌、木材など工業製品の防腐に用いる薬剤を殺菌剤という。藻類の発生を防ぐ殺藻剤（防藻剤）などを含めることもある。塩素系殺菌剤(次亜塩素酸ナトリウム、塩化イソシアヌル酸)や木材用防かび剤 (防黴剤＝ぼうばいざい、イミダゾール系など)が用いられる。

## 環境への影響
水路に流入した殺菌剤は、水生生態系に悪影響を及ぼす可能性があります。その結果、生物多様性と非標的種が脅かされます。殺菌剤の環境への影響は、その使用方法にも左右されます。